# 美因茨选侯

美因茨總主教紋章

美因茨選帝侯是神聖羅馬帝國七位選帝侯之一。作為美因茨大主教和美因茨選侯國的執政者，美因茨選帝侯在中世紀擁有強大的地位。在1806年神聖羅馬帝國解體之前，大主教選帝侯是選舉團主席、帝國大臣和日耳曼大主教，擔任阿爾卑斯山以北的教皇使節。
美因茨选侯的稱號歷史悠久，可以追溯到747年，當時美因茨城被日耳曼使徒聖波尼法斯定為大主教的所在地。一連串有能力和雄心勃勃的主教使他們統治下的地區成為一個強大而充滿活力的國家。這些人中有德國歷史上的重要人物，如哈託一世、美因茨的阿達爾貝特、齊格弗里德三世、阿斯佩爾特的彼得和勃蘭登堡的阿爾伯特。大主教職位的競爭者之間發生過幾次激烈的競爭，他們的權力鬥爭偶爾會激起美因茨市民的反抗。选侯的土地位於萊茵河兩岸的美因茨市周圍。到帝國末期，面積達到了3200平方英里。最後一位选侯是卡爾·西奧多·馮·達爾貝格，他在1803年大主教世俗化時失去了權力。